# Mehdi Bennani
Mehdi Bennani (in arabo مهدي بناني‎?; Fès, 25 agosto 1983) è un pilota automobilistico marocchino.

## Carriera

### Inizi
Come la maggior parte dei piloti, Bennani iniziò con il karting, vincendo il campionato della sua nazione nel 2001. Concluse 2º nel Campionato Europeo dei Kart nella categoria 100 ICA. Vinse anche il trofeo Fiat Palio marocchino nel 2001. Si trasferì poi in monoposto e finì 2º nella Formula BMW Asia nel 2004. Nel 2005 fu nella Formula Renault 3.5 Series con il team Avalon Formula, correndo contro Robert Kubica e Will Power. Corse lì anche nel 2006 per EuroInternational, ma non riuscì a segnare alcun punto nel suo periodo nella serie. Corse in Euroseries 3000 nel 2007 e ottenne un 4º posto come miglior risultato. Nel 2008 corse nel Gran Premio Storico di Pau, dove finì 2º.

### Campionato del mondo turismo

#### Exagon Engineering (2009)
Nel maggio 2009 Bennani corse nella sua gara di casa del WTCC, la Gara di WTCC del Marocco 2009, a Marrakech con una SEAT León 2.0 TFSI messa a punto dal team Exagon Engineering. Fu supportato da OMNT, l'Ufficio Turismo del Marocco. Divenne il primo nordafricano a correre in WTCC, alla prima visita della serie all'Africa. Si qualificò 14º per gara-1 e concluse 9º, migliore tra gli Indipendenti. Finì 9º anche in gara-2, impressionando per le sue abilità nel controllo di vetture WTCC, che mai aveva guidato in precedenza. Corse altre quattro gare con Exagon. In Portogallo si scontrò con la vettura incagliata di Alain Menu nello stretto circuito, venendo successivamente squalificato.

#### Wiechers-Sport (2010)
Nel 2010 Bennani guidò una BMW 320si per il team Wiechers-Sport. Nella stagione raccolse solo 3 punti e fu 20º nella classifica finale.

#### Proteam Racing (2011–2014)
Bennani si trasferì alla Proteam Motorsport per il 2011, guidando una delle loro nuove BMW 320 TCs. Il suo miglior risultato stagionale fu un 6º posto in gara-2 a Macao.
Bennani stette con Proteam per il 2012. Fu raggiunto nel team da Isaac Tumutlu fino a quando lasciò la vettura a Bennani dopo la gara in Slovacchia. Raggiunse il miglior risultato della carriera fino a quel momento concludendo 4º in Ungheria. Migliorò subito questo risultato concludendo sul podio in gara-2, 3º. Un incidente con Stefano D'Aste in Portogallo gli costò una penalizzazione in griglia con la condizionale. Partì 2º in gara-2 negli Stati Uniti e si trovò in testa quando D'Aste si girò al giro 1. Ci rimase fino al giro 4, quando anch'egli si girò e danneggiò la vettura, essendo costretto poi al ritiro e passando la leadership a Franz Engstler. Gara-1 in Giappone vide Aleksei Dudukalo scontrarsi con Bennani, che tornò poi ai box per le riparazioni. Gara-2 fu migliore e Bennani tenne dietro al trio di Chevrolet prima che queste lo passarono nel giro di due giri. Fu coinvolto in un incidente alla prima curva a Macao nel quale un gran numero di vetture si schiantò alla curva Lisboa bloccando la pista. Quella di Bennani fu rimossa dalla pista prima che la gara ricominciasse. Concluse la stagione 10º in campionato a pari punti con Alex MacDowall, ma davanti a lui a causa del podio in Ungheria.
Bennani rimase con Proteam anche per il 2013, guidando la loro BMW 320 TC per il terzo anno consecutivo.

## Risultati

### Formula Renault 3.5 Series
(legenda) (Le gare in grassetto indicano la pole position) (Gare in corsivo indicano Gpv)
| Anno | Scuderia          | Vettura         | 1     | 2     | 3         | 4         | 5        | 6        | 7        | 8        | 9         | 10       | 11       | 12       | 13       | 14        | 15       | 16        | 17       | Pos. | Punti |
| ---- | ----------------- | --------------- | ----- | ----- | --------- | --------- | -------- | -------- | -------- | -------- | --------- | -------- | -------- | -------- | -------- | --------- | -------- | --------- | -------- | ---- | ----- |
| 2005 | Avelon Formula    | Dallara-Renault | ZOL 1 | ZOL 2 | MON 1 Rit | VAL 1 Rit | VAL 2 18 | LMS 1 21 | LMS 2 18 | BIL 1 SQ | BIL 2 Rit | OSC 1 13 | OSC 2 16 | DON 1 18 | DON 2 17 | EST 1 23  | EST 2 21 | MNZ 1 19† | MNZ 2 21 | 33º  | 0     |
| 2006 | Eurointernational | Dallara-Renault | ZOL 1 | ZOL 2 | MON 1 SQ  | IST 1     | IST 2    | MIS 1    | MIS 2    | SPA 1    | SPA 2     | NÜR 1    | NÜR 2    | DON 1    | DON 2    | LMS 1 Rit | LMS 2 19 | CAT 1     | CAT 2    | 43º  | 0     |

### Campionato del mondo turismo
(legenda) (Le gare in grassetto indicano la pole position) (Gare in corsivo indicano Gpv)
| Anno | Scuderia              | Vettura               | 1         | 2         | 3         | 4        | 5         | 6         | 7        | 8         | 9         | 10        | 11        | 12        | 13        | 14        | 15       | 16        | 17        | 18        | 19       | 20        | 21       | 22        | 23        | 24        | Pos. | Punti |
| ---- | --------------------- | --------------------- | --------- | --------- | --------- | -------- | --------- | --------- | -------- | --------- | --------- | --------- | --------- | --------- | --------- | --------- | -------- | --------- | --------- | --------- | -------- | --------- | -------- | --------- | --------- | --------- | ---- | ----- |
| 2009 | Exagon Engineering    | SEAT León TFSI        | BRA 1     | BRA 2     | MES 1     | MES 2    | MAR 1 9   | MAR 2 9   | FRA 1 18 | FRA 2 Rit | SPA 1 14  | SPA 2 23  | CEC 1     | CEC 2     | POR 1 SQ  | POR 2 Rit | GBR 1    | GBR 2     | GER 1     | GER 2     | ITA 1 13 | ITA 2 Rit | GPN 1    | GPN 2     | MAC 1     | MAC 2     | NC   | 0     |
| 2010 | Wiechers-Sport        | BMW 320si             | BRA 1 18  | BRA 2 12  | MAR 1 15  | MAR 2 9  | ITA 1 14  | ITA 2 17  | BEL 1 14 | BEL 2 19  | POR 1 Rit | POR 2 12  | GBR 1 19  | GBR 2 Ret | CEC 1 14  | CEC 2 16  | GER 1 14 | GER 2 Rit | SPA 1 Rit | SPA 2 16  | GPN 1 16 | GPN 2 19  | MAC 1 10 | MAC 2 12  |           |           | 20º  | 3     |
| 2011 | Proteam Racing        | BMW 320 TC            | BRA 1 10  | BRA 2 Rit | BEL 1 Rit | BEL 2 11 | ITA 1 11  | ITA 2 20  | UNG 1 14 | UNG 2 14  | CEC 1 11  | CEC 2 10  | POR 1 16  | POR 2 18  | GBR 1 14  | GBR 2 9   | GER 1 11 | GER 2 Rit | SPA 1 Rit | SPA 2 12  | GPN 1 8  | GPN 2 18  | CIN 1 7  | CIN 2 11  | MAC 1 9   | MAC 2 6   | 16º  | 24    |
| 2012 | Proteam Racing        | BMW 320 TC            | ITA 1 Rit | ITA 2 14  | SPA 1 14  | SPA 2 10 | MAR 1 Rit | MAR 2 12  | SLO 1 11 | SLO 2 7   | UNG 1 4   | UNG 2 3   | AUT 1 17  | AUT 2 6   | POR 1 Rit | POR 2 Rit | BRA 1 13 | BRA 2 8   | USA 1 11  | USA 2 Rit | GPN 1 21 | GPN 2 7   | CIN 1 8  | CIN 2 5   | MAC 1 Rit | MAC 2 Rit | 10º  | 68    |
| 2013 | Proteam Racing        | BMW 320 TC            | ITA 1 17  | ITA 2 19  | MAR 1 18  | MAR 2 11 | SLO 1 10  | SLO 2 9   | UNG 1 5  | UNG 2     | AUS 1 4   | AUS 2 16  | RUS 1 11  | RUS 2 16  | POR 1 Rit | POR 2 10  | ARG 1 20 | ARG 2 21† | USA 1 18  | USA 2     | GIA 1 11 | GIA 2     | CIN 1 16 | CIN 2 14  | MAC 1 11  | MAC 2 Rit | 12º  | 80    |
| 2014 | Proteam Racing        | Honda Civic WTCC      | MAR 1 7   | MAR 2 SQ  | FRA 1 13  | FRA 2 5  | UNG 1 5   | UNG 2 NP  | SVC 1 14 | SVC 2 C   | AUT 1 7   | AUT 2 8   | RUS 1 11  | RUS 2 3   | BEL 1 13  | BEL 2 11  | ARG 1 9  | ARG 2 8   | PEC 1 9   | PEC 2 Rit | SHA 1 10 | SHA 2 1   | GPN 1 11 | GPN 2 Rit | MAC 1 19† | MAC 2 NP  | 11º  | 85    |
| 2015 | Sébastien Loeb Racing | Citroën C-Elysée WTCC | ARG 1 13  | ARG 2 5   | MAR 1 4   | MAR 2 12 | UNG 1 11  | UNG 2 Rit | GER 1 7  | GER 2 6   | RUS 1 14  | RUS 2 Rit | SLO 1 Rit | SLO 2 7   | FRA 1 9   | FRA 2 9   | POR 1 11 | POR 2 10  | GPN 1 7   | GPN 2 10  | CIN 1 5  | CIN 2 7   | THA 1 4  | THA 2 7   | QAT 1 2   | QAT 2 5   | 8º   | 127   |
| 2016 | Sébastien Loeb Racing | Citroën C-Elysée WTCC | FRA 1 2   | FRA 2 8   | SVC 1 2   | SVC 2 6  | UNG 1     | UNG 2 8   | MAR 1 6  | MAR 2 5   | GER 1 5   | GER 2 5   | RUS 1 9   | RUS 2 10  | POR 1 4   | POR 2 8   | ARG 1 8  | ARG 2 7   | GPN 1 16  | GPN 2 4   | CIN 1 11 | CIN 2 3   | QAT 1 16 | QAT 2 1   |           |           | 5º   | 206   |
| 2017 | Sébastien Loeb Racing | Citroën C-Elysée WTCC | MAR 1 3   | MAR 2 6   | ITA 1 NC  | ITA 2 7  | UNG 1 7   | UNG 2 1   | GER 1 2  | GER 2 6   | POR 1     | POR 2 7   | ARG 1 2   | ARG 2 5   | CIN 1 NC  | CIN 2 11  | GPN 1 5  | GPN 2 6   | MAC 1     | MAC 2 7   | QAT 1 2  | QAT 2 Rit |          |           |           |           | 6º   | 234   |

### Coppa del mondo turismo
| Anno | Scuderia              | Vettura                 | 1         | 2         | 3        | 4        | 5         | 6        | 7         | 8        | 9        | 10      | 11       | 12       | 13        | 14       | 15       | 16       | 17        | 18        | 19       | 20       | 21       | 22       | 23       | 24        | 25       | 26        | 27       | 28       | 29       | 30        | Pos. | Punti |
| ---- | --------------------- | ----------------------- | --------- | --------- | -------- | -------- | --------- | -------- | --------- | -------- | -------- | ------- | -------- | -------- | --------- | -------- | -------- | -------- | --------- | --------- | -------- | -------- | -------- | -------- | -------- | --------- | -------- | --------- | -------- | -------- | -------- | --------- | ---- | ----- |
| 2018 | Sébastien Loeb Racing | Volkswagen Golf GTI TCR | MAR 1 9   | MAR 2     | MAR 3 6  | UNG 1 10 | UNG 2 7   | UNG 3 17 | GER 1 13  | GER 2 10 | GER 3 9  | OLA 1 8 | OLA 2 5  | OLA 3 8  | POR 1 Rit | POR 2 NP | POR 3 NP | SVC 1 21 | SVC 2 Rit | SVC 3 Rit | NIN 1 5  | NIN 2    | NIN 3 10 | WUH 1 13 | WUH 2 1  | WUH 3 9   | GPN 1 5  | GPN 2 8   | GPN 3 4  | MAC 1 15 | MAC 2 10 | MAC 3 Rit | 12º  | 155   |
| 2019 | SLR VW Motorsport     | Volkswagen Golf GTI TCR | MAR 1 Rit | MAR 2 Rit | MAR 3 12 | UNG 1 16 | UNG 2 Rit | UNG 3 15 | SVC 1 Rit | SVC 2 14 | SVC 3 19 | OLA 1 6 | OLA 2 16 | OLA 3 13 | GER 1 15  | GER 2 16 | GER 3 16 | POR 1 22 | POR 2 19  | POR 3 14  | CIN 1 20 | CIN 2 11 | CIN 3 14 | GPN 1 24 | GPN 2 27 | GPN 3 Rit | MAC 1 17 | MAC 2 Rit | MAC 3 18 | MAL 1 12 | MAL 2 13 | MAL 3 17  | 25º  | 40    |

### TCR Europe Touring Car Series
| Anno | Scuderia        | Vettura          | 1       | 2       | 3         | 4       | 5         | 6       | 7       | 8       | 9       | 10       | 11      | 12    | Pos. | Punti |
| ---- | --------------- | ---------------- | ------- | ------- | --------- | ------- | --------- | ------- | ------- | ------- | ------- | -------- | ------- | ----- | ---- | ----- |
| 2020 | Comtoyou Racing | Audi RS3 LMS TCR | LEC 1 2 | LEC 2 5 | ZOL 1 Rit | ZOL 2 5 | MNZ 1 Rit | MNZ 2 8 | CAT 1 5 | CAT 2 3 | SPA 1 6 | SPA 2 16 | JAR 1 4 | JAR 2 | 1°   | 285   |